# Jun Marques Davidson
Jun Marques Davidson (født 7. juni 1983) er en japansk fodboldspiller.
Han har spillet for flere forskellige klubber i sin karriere, herunder Omiya Ardija og Albirex Niigata.